# Wer da gläubet und getauft wird
Wer da gläubet und getauft wird (Celui qui croira et sera baptisé) (BWV 37) est une cantate religieuse de Johann Sebastian Bach composée à Leipzig en 1724.

## Histoire et livret
Bach écrit cette cantate à l'occasion de la fête de l'Ascension qui tombe cette année le jeudi 18 mai, date de la première représentation. Pour cette destination liturgique, trois autres cantates ont franchi le seuil de la postérité : les BWV 11, 43 et 128. L’œuvre est de nouveau jouée le jeudi 3 mai 1731.
Les lectures prescrites pour ce jour étaient Actes. 1: 1-11 et Marc. 16: 14-20.
Le texte a plusieurs origines,:
- Évangile selon Marc, chapitre 16, verset 16, pour le premier mouvement.
- Philipp Nicolai pour le troisième mouvement, plus précisément le 5e vers de son cantique Wie schön leuchtet der Morgenstern, 1599)
- Johann Kolrose pour le choral final, (spécifiquement le 5e vers du cantique Ich dank dir, lieber Herre, 1535)
- Un poète anonyme pour les autres mouvements (R. Wustmann et Werner Neumann[3] suggèrent que Christian Weiss l’aîné puisse être ce poète anonyme).

Le thème du choral Wie schön leuchtet der Morgenstern (Zahn 8359) a été codifié par Philipp Nicolai en 1599, bien que des recherches menées par Charles Sanford Terry ont montré que la mélodie est antérieure de près de 61 ans à la publication par Nicolai.

## Structure et instrumentation
La cantate est écrite pour deux hautbois d'amour, deux violons, alto et basse continue avec quatre voix solistes (soprano, alto, ténor, basse) et chœur à quatre voix.
Il y a six mouvements :
1. chœur (tutti choral et orchestral) : Wer da gläubet und getauft wird
2. aria (ténor, violon, et continuo) : Der Glaube ist das Pfand der Liebe
3. choral (duo soprano, alto et continuo) : Herr Gott Vater, mein starker Held!
4. récitatif (basse, cordes et continuo) : Ihr Sterblichen, verlanget ihr
5. aria (basse, hautbois d'amour I, cordes et continuo) : Der Glaube schafft der Seele Flügel
6. choral (tutti choral et orchestral colle parti): Den Glauben mir verleihe

## Musique
Bien que le texte du premier mouvement soit une citation de Jésus, il n'est pas donné à la basse en tant que vox Christi mais au chœur. John Eliot Gardiner note que Bach le traite « en tant que déclaration commune par les fidèles, comme pour démontrer qu'ils ont déjà absorbé son message d'« allez de par le monde et prêchez l’évangile à toute créature ». Le mouvement commence par une sinfonia instrumentale prolongée qui présente trois lignes mélodiques qui se produisent simultanément. Le premier motif est joué par les hautbois et plus tard repris par le chœur. Selon Gardiner, il suggère « la fermeté de la foi ».
Le deuxième motif dans les violons rappelle cantique de Luther Dies sind die heiligen zehn Gebot (« Voici les dix saints commandements ») qui ouvre deux autres cantates. Gardiner le décrit comme « émollient et gracieux, un mouvement à mi-chemin entre un menuet et une valse, affirmant un côté plus serein de la foi ». Le troisième motif fait partie du cantique Wie schön leuchtet der Morgenstern et apparaît dans le continuo. Dans deux sections vocales, les voix s'inscrivent dans une répétition de la sinfonia.
Le deuxième mouvement est une aria avec une partie de violon solo manquante, comme le rapporte la Neue Bach-Ausgabe. Dans le troisième mouvement, Bach traite la chorale sous l'ancienne forme d'un concerto choral, une forme que Johann Hermann Schein a utilisée. La mélodie du choral est modifiée en fonction de la signification des mots, seul le continuo accompagne deux voix. Le récitatif suivant est accompagné par les cordes. Ils apparaissent également dans le dernier air, dans lequel un hautbois va et vient avec d'intéressants effets. La choral de clôture est disposé en quatre parties.

## Source
- (en) Cet article est partiellement ou en totalité issu de l’article de Wikipédia en anglais intitulé « Wer da gläubet und getauft wird, BWV 37 » (voir la liste des auteurs).